# Grandeza elétrica
Na eletricidade, a grandeza elétrica é uma característica fundamental de todo circuito elétrico; a grandeza está sempre presente em todo e qualquer tipo de circuito elétrico, uma característica não dissociativa / que não pode ser retirada do circito.
Este tipo de característica fundamental pode ser mensurada, ser expressa quantitativamente e calculada; existem vários instrumentos para esta ação, porém, o modo mais comum é com o auxílio do multímetro analógico.

## Tipos
Existem quatro propriedades fundamentais em um circuito elétrico: tensão elétrica; corrente elétrica; potência elétrica, e; resistência elétrica.
- Tensão elétrica (representação: {\displaystyle V}, medida no SI: Volt),[8] grandeza que representa a força eletromotriz necessária para movimentar os elétrons, criando assim uma corrente elétrica;[8] É a diferença de potencial elétrico entre dois pontos ou dois corpos eletrizados.
- Corrente elétrica (representação: {\displaystyle I}, medida no SI: Ampere): grandeza que representa o deslocamento de cargas dentro de um condutor quando existe uma diferença de potencial elétrico entre as extremidades; um fluxo ordenado de partículas eletrizadas, que busca restabelecer o equilíbrio desfeito pela ação de um campo elétrico ou outros meios.[9]
- Potência elétrica (representação: {\displaystyle P}, medida no SI: Watt),[10] grandeza que mede a quantidade de trabalho realizado em determinado intervalo de tempo; é a taxa de variação da energia (forma análoga à potência mecânica).
- Resistência elétrica (representação: {\displaystyle R}, medida no SI: Ohm)[11] grandeza que representa a capacidade física de um corpo qualquer se opor à passagem de uma corrente elétrica mesmo quando existe uma diferença de potencial aplicada.